# Jordfräs

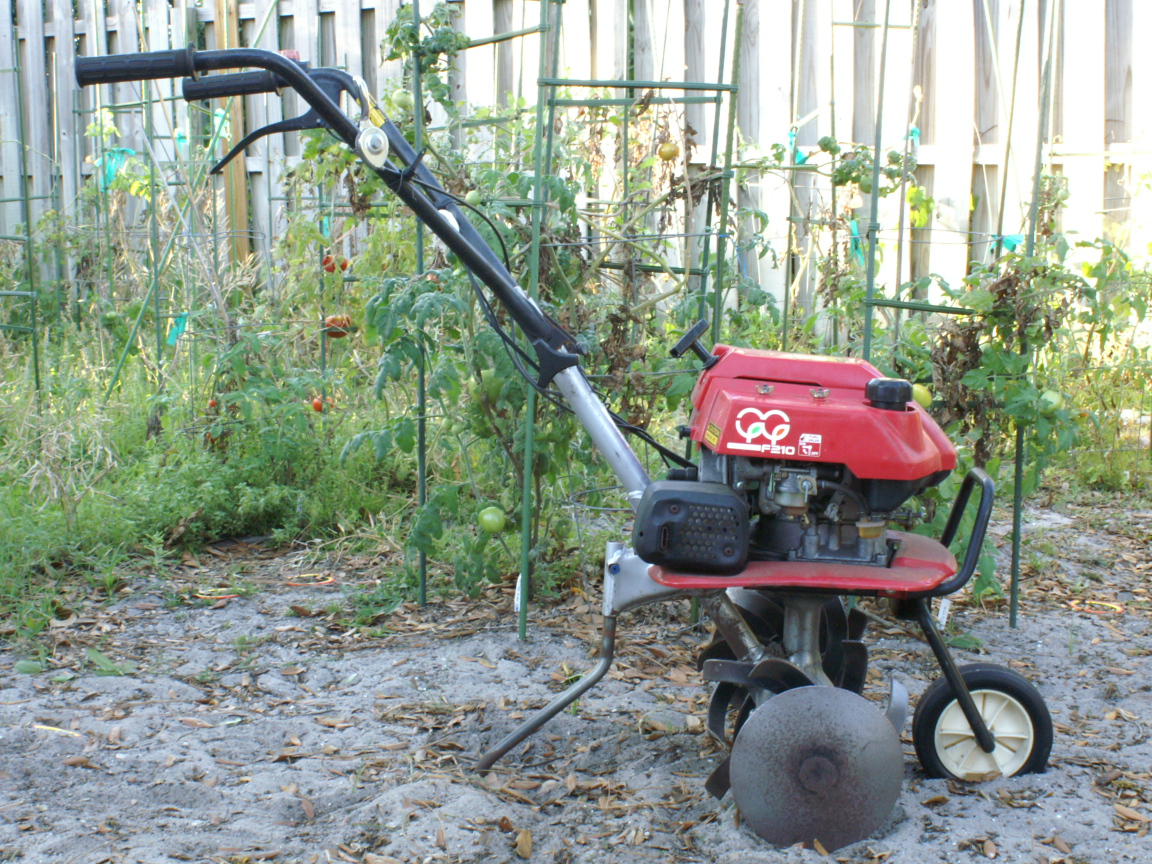
F210 Honda Jordfräs

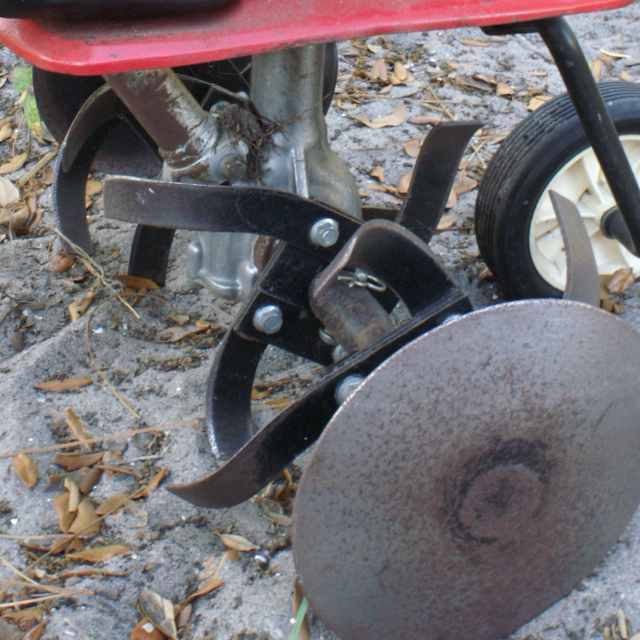
Närbild på blad

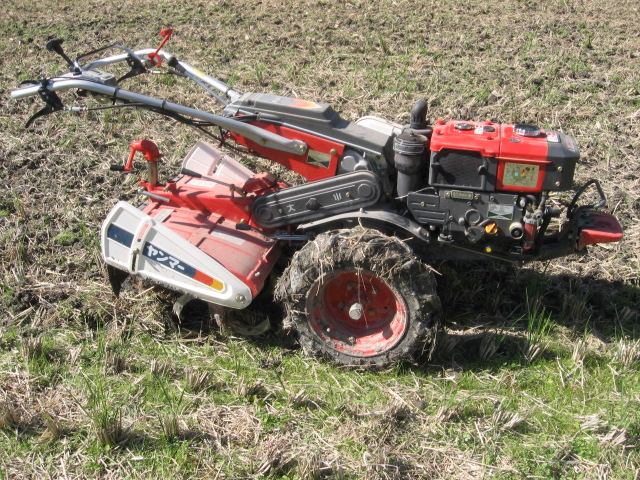
Jordfräs för större odlingar

En jordfräs är en jordbruksmaskin som används för att bereda jord för odling genom att hacka sönder jordklumpar och luckra upp jorden så att den syresätts. Jordfräsar kan vara försedda med drivande hjul eller drivas framåt av föraren.
Den första motordrivna jordfräsen skapades 1912 av Arthur Clifford Howard från Australien. Den drevs av en traktormotor och hade roterande blad.